# Ефект Вольфа — Чайкова
Ефе́кт Во́льфа-Чайкова (англ. Wolff–Chaikoff effect) — це патофізіологічний механізм, який запускається при введенні в організм значної кількості йоду, що призводить до блокування синтезу та поступання тиреоїдних гормонів Т3 та Т4 до крові, та має значення при лікуванні гіпертиреозу..

## Історія та етимологія
Названий на честь канадських вчених Вольфа та Чайкова, які вперше описали цей феномен в 1948 році.

## Клінічне значення
Ефект Вольфа-Чайкова може бути використаний при лікування пацієнтів з гіпертиреозом (тиреотоксикозом), включаючи тиреотоксичний криз. При введенні в організм хворого розчину йоду (зокрема розчину Люголя), метаболізм тиреоїдних горомонів значно знижується протягом 24 годин до рівня, що виникає у пацієнтів після тиреоїдектомії (повного видалення щитоподібної залози). Ефекта Вольфа-Чайкова також пояснює гіпотиреоз у пацієнтів, які приймають ліки насичені йодом, зокрема аміодарон.